# 2 Districtenpijl
Der 2 Districtenpijl ist ein Straßenradrennen im Frauenradsport in Belgien.
Das Eintagesrennen wurde erstmals im Jahr 2022 ausgetragen, nachdem die für 2021 geplante Austragung aufgrund der COVID-19-Pandemie abgesagt werden musste. Das Rennen ist in die Kategorie 1.1 eingestuft. Die Strecke führt auf einem Stadtkurs durch Antwerpen und verbindet die Stadtteile (District) Ekeren und Deurne, in denen jeweils mehrere kürzere Runden gefahren werden.
2022 wurde auch ein Männerrennen ausgetragen, das von Coen Vermeltfoort gewonnen wurde.

## Palmarès
| Jahr | Siegerin      | Zweite          | Dritte         |
| ---- | ------------- | --------------- | -------------- |
| 2022 | Daria Pikulik | Marthe Truyen   | Nathalie Bex   |
| 2023 | Lieke Nooijen | Julie Hendrickx | Millie Couzens |
| 2024 | Daria Pikulik | Scarlett Souren | Flora Perkins  |
| 2025 |               |                 |                |